# Kurt Runge (Jurist)
Kurt Runge (* 13. Juli 1898 in Leipzig; † 15. Juli 1972) war ein deutscher Jurist.

## Leben und Werk
Nach dem Schulabschluss studierte er Rechtswissenschaften und promovierte an der Universität Leipzig zum Dr. jur. Er wurde nach einigen Jahren Gerichtspraxis niedergelassener Rechtsanwalt. Ab 1923 war er Syndikus des Börsenvereins der Deutschen Buchhändler zu Leipzig. Später verließ er Leipzig und war am Oberlandesgericht Köln in Riehl tätig. Daneben wirkte er als Dozent für Handels-, Wettbewerbs- und Werberecht sowie für Urheber- und Verlagsrecht an der Bibliothekar- und Buchhändlerschule des katholischen Borromäusvereins und der Werbefachschule in Köln.

## Schriften (Auswahl)
- Der Schiedsgerichtsgedanke in Recht und Wirtschaft. Berlin 1926.
- Urheber- und Verlagsrecht, Bd. 1, Dümmler, Bonn 1948.
- Urheber- und Verlagsrecht, Bd. 2, Dümmler, Bonn 1948.
- Urheber- und Verlagsrecht, Bd. 3, Dümmler, Bonn 1953.